# Hafen Porto Santo
Der Hafen Porto Santo ist der Seehafen der gleichnamigen Insel Porto Santo in der Inselgruppe Madeira. Über den Hafen wird der Fracht- und Passagierverkehr insbesondere mit der Nachbarinsel Madeira abgewickelt. Integriert ist ein Yachthafen.

## Geschichte
Bis zum 20. Jahrhundert ankerten die Schiffe auf der Reede vor der Insel, 1929 wurde direkt am Hauptort Vila Baleira eine 102 Meter lange Pier gebaut, über die ein Teil des Passagier- und Frachtverkehrs abgewickelt wurde und die heute als Teil der Promenade genutzt wird. Der heutige Hafen liegt zwei Kilometer östlich von Vila Baleira: Der Bau begann 1978, wurde 1984 fertig gestellt und im selben Jahr eröffnet. Seitdem wird die Ausstattung des Hafens kontinuierlich ausgebaut und den geänderten Bedürfnissen angepasst. So wurden unter anderem 1999/2000 eine Roll-On-Roll-Off-Rampe installiert und 2000 der Kai um 50 Meter verlängert.
Neben dem Flughafen Porto Santo übernimmt der Hafen den überwiegenden Anteil des Passagier- und des Warenverkehrs für die rund 5000 Einwohner und die Versorgung der Touristen sowie Ausflügler von Madeira auf der Insel. Hauptnutzer ist die Fähre der Porto Santo Line, die nahezu täglich zwischen Funchal und Porto Santo verkehrt. Gemessen an der Zahl der abgefertigten Schiffe ist der Hafen Porto Santo nach dem Hafen Funchal der zweitgrößte Hafen der Autonomen Region Madeira.

## Kapazitäten und Ausstattung
Der Hafen verfügt über eine westliche sowie ein kombinierte östliche und südliche Pier. Die südliche Pier ist reserviert für Fähren und Passagierschiffe sowie Frachtschiffe. Sie ist 290 Meter lang und für Schiffe mit einer Länge von bis zu 150 Metern und einem Tiefgang von bis zu 7,0 Metern geeignet. An ihr liegt auch die Roll-On-Roll-Off-Rampe, die vornehmlich von der Fähre aus Funchal genutzt wird. Die östliche Pier ist für Massengutfrachter ausgelegt und wir auch als „Zementpier“ bezeichnet. Sie ist 120 Meter lang und hat eine Tiefe von 6,0 Metern. An der westlichen Pier ist die Marina innerhalb des Hafenbeckens angesiedelt.
Das Becken des Hafens umfasst eine Fläche von 233.000 Quadratmetern und hat eine Einfahrbreite von 150 Metern. Die Nutzfläche im Hafengebiet hat eine Fläche von 69.000 Quadratmetern – einschließlich der Abstell- und Lagerflächen für Container, Stückgut, Gebäude sowie Abstellflächen für Fahrzeuge und Boote. Zudem verfügt der kleine Hafen über Reparatureinrichtungen für die Boote. Wird im Hafen ein Schlepper benötigt, wird dieser aus Funchal angefordert. Darüber hinaus verfügt der Hafen über einen Mobilkran mit 64 Tonnen Tragfähigkeit und die üblichen Gabelstapler sowie Betriebsfahrzeuge.

## Schiffsbewegungen und Umschlagmengen
Nach den vom Hafenbetreiber APRAM vorgelegten Zahlen sind die Nutzungszahlen der Häfen im Archipel Madeira im Laufe der Jahre relativ gleichbleibend. Laut den für 2017 vorliegenden Zahlen über Schiffsbewegungen in den Häfen Madeiras legten in Funchal insgesamt 659 Schiffe sowie 397 Yachten, in Porto Santo 368 Schiffe sowie 784 Yachten und in Caniçal 231 Schiffe und keine Yachten an. Zu unterteilen ist die Gesamtzahl in Passagierschiffe, Frachtschiffe, Marinefahrzeuge und sonstige Schiffe sowie Yachten:
|                  | Funchal | Porto Santo | Caniçal |
| ---------------- | ------- | ----------- | ------- |
| Passagierschiffe | 596     | 312         | 1       |
| Frachtschiffe    | 18      | 47          | 225     |
| Marinefahrzeuge  | 21      | 9           | 1       |
| Sonstige         | 10      | 0           | 4       |
| Yachten          | 397     | 784         | 0       |
| Summe            | 1056    | 1152        | 231     |

Während auf der Hauptinsel Madeira der Hafen von Funchal den Passagierverkehr und der Hafen Caniçal den Frachtverkehr übernimmt, werden im Hafen Porto Santo beide Verkehre abgewickelt. Diese werden in der Regel zunächst über Madeira geleitet, bevor sie zur Weiterbeförderung nach Porto Santo gelangen. Ausgenommen davon sind die Yachten.
Die Passagierzahlen für Funchal und Porto Santo zum Referenzjahr 2017 weisen für Funchal 539.192 Passagiere von Kreuzfahrtschiffen sowie weitere 338.217 Passagiere im regionalen Verkehr zwischen Madeira und Porto Santo aus, insgesamt 877.469 Passagiere. Für Porto Santo dagegen sind 1.396 Passagiere von Kreuzfahrtschiffen und die 338.217 Passagiere im Regionalverkehr verzeichnet, in Summe 339.673 Passagiere.
An Fracht schlugen die Häfen 2017 unterschiedliche Mengen um: In Funchal wurden 893 Tonnen eingeführt, 2.822 Tonnen ausgeführt – zusammen 3.715 Tonnen. In Porto Santo betrug die Einfuhr 22.089 Tonnen, die Ausfuhr 3.417 Tonnen – zusammen 25.506 Tonnen und in Caniçal betrug die Einfuhr 726.818 Tonnen, die Ausfuhr 274.961 Tonnen – zusammen 1.001.779 Tonnen.

## Yachthafen
Für Segelboote und Yachten aus Europa ist Porto Santo der erste Zwischenstopp nach mehreren Tagen auf freier See. Diesen Booten ist innerhalb des Hafens der nordwestliche Bereich vorbehalten: Der Yachthafen besteht aus Schwimmpontons und bietet 139 Liegeplätze für Boote von 6 bis 30 Metern Länge und einem Tiefgang von bis zu 3,5 Metern. Zum Hafen gehören neben der üblichen Infrastruktur und Serviceleistungen auch eine kleine Bootswerft.